# Alexander Alexandrowitsch Kirillow

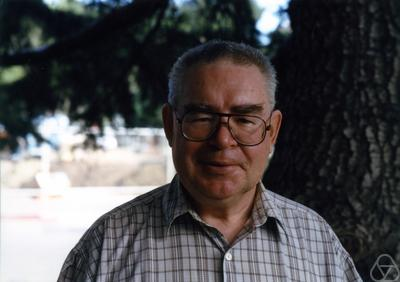
Alexander Alexandrowitsch Kirillow (1999)

Alexander Alexandrowitsch Kirillow (russisch Александр Александрович Кириллов, englische Transliteration Alexandre Aleksandrovich Kirillov; * 9. Mai 1936) ist ein russischer Mathematiker, der sich mit Darstellungstheorie von Lie-Gruppen beschäftigt und heute in den USA lehrt.
Kirillow studierte an der Lomonossow-Universität in Moskau, wo er 1962 bei Israel Gelfand promoviert wurde über Unitary representations of nilpotent Lie groups (Russian Mathematical Surveys Bd. 17, 1962, S. 57–110). Danach war er Professor an der Lomonossow-Universität. 1994 wurde er Francis J. Carey Professor of Mathematics an der University of Pennsylvania.
Kirillow ist für die Orbit-Methode in der Darstellungstheorie der Lie-Gruppen bekannt. Kirillow untersuchte ursprünglich nur nilpotente Liegruppen {\displaystyle G}, wo er zeigte, dass die irreduziblen unitären Darstellungen (bis auf unitäre Äquivalenz) durch den „Orbit“ der Abbildungen von {\displaystyle G} in der dualen Lie-Algebra (koadjungierte Orbits) von {\displaystyle G} klassifiziert werden. Von Bertram Kostant, Louis Auslander, Lajos Pukánszky und anderen wurde die Orbit-Methode auf auflösbare Lie-Gruppen erweitert. Aus seiner Orbit-Methode leitete er auch eine Formel für die Charaktere der irreduziblen Darstellungen der Lie-Gruppe ab (Kirillow-Charakterformel).
Kirillow sieht in seiner Orbit-Methode auch eine Version der geometrischen Quantisierung.
1978 war er Invited Speaker auf dem Internationalen Mathematikerkongress in Helsinki (Infinite dimensional groups, their representations, orbits, invariants), 1966 in Moskau (Theorie der Darstellung von Gruppen, mit Mark Graev) und 1962 in Stockholm (Unitary representations of nilpotent Lie groups). Er ist Fellow der American Mathematical Society.
Sein Sohn Alexander Kirillow junior ist ebenfalls Mathematiker in den USA. Auch er beschäftigt sich mit der
Darstellungstheorie von Lie-Gruppen.
Kirillow gewann schon als Schüler mehrere mathematische Preise in Wettkämpfen, unter anderem in der Mathematik-Olympiade. Er ist der Verfasser mehrerer populärwissenschaftlicher Bücher.
Kirillow hatte 30 Jahre lang ein sehr aktives Seminar in Moskau. Zu seinen Schülern zählen Victor Ginzburg, der Träger der Fields-Medaille Andrei Okunkow und David Kazhdan.
1965 erhielt er den Preis der Moskauer Mathematischen Gesellschaft.

## Schriften
- Элементы теории представлений. Наука, Москва 1972, (Englisch: Elements of the Theory of Representations (= Grundlehren der mathematischen Wissenschaften. 220). Springer, Berlin u. a. 1976, ISBN 3-540-07476-7).
- Geometric Quantization. In: Vladimir I. Arnol’d, Sergei P. Novikov (Hrsg.): Dynamical Systems IV. Symplectic Geometry and its Applications (= Encyclopaedia of Mathematical Sciences. 4). Springer, Berlin u. a. 1990, ISBN 3-662-06795-1, S. 137–172.
- Introduction to the Theory of Representations and Noncommutative Harmonic Analysis. In: A. A. Kirillov (Hrsg.): Representation theory and noncommutative harmonic analysis. Band 1: Fundamental Concepts. Representations of Virasoro and affine algebras ( = Encyclopedia of Mathematical Sciences. 22). Springer, Berlin u. a. 1994, ISBN 3-540-18698-0, S. 1–156.
- Lectures on the orbit method (= Graduate Studies in Mathematics. 64). American Mathematical Society, Providence (Rhode Island) 2004, ISBN 0-8218-3530-0.